# Livilliers
Livilliers egy község Franciaországban. Lakosainak száma 386 fő (2022. január 1.).

## Földrajza
Livilliers Vallangoujard, Osny, Ennery, Épiais-Rhus, Génicourt és Hérouville-en-Vexin községekkel határos.